# 子車姓
子車姓（「子車」，音同「紫硨」），為漢字複姓。子車姓出自於東周春秋时期秦國的世族，三人为秦国忠良辅佐秦穆公，世稱三良。秦穆公死的时候，殉葬177人，子车氏兄弟三人也被殉葬。秦国人悼念他们作诗《黄鸟》：
交交黄鸟，止于棘。谁从穆公？子车奄息。维此奄息，百夫之特。临其穴，惴惴其栗。彼苍者天，歼我良人！如可赎兮，人百其身！
交交黄鸟，止于桑。谁从穆公？子车仲行。维此仲行，百夫之防。临其穴，惴惴其栗。彼苍者天，歼我良人！如可赎兮，人百其身！
交交黄鸟，止于楚。谁从穆公？子车针虎。维此针虎，百夫之御。临其穴，惴惴其栗。彼苍者天，歼我良人！如可赎兮，人百其身！
《左传》、《史记》对三人殉葬批评秦穆公以野蠻的制度害死忠良。《汉书·匡衡传》及应劭之注，称秦穆公生前与三兄弟饮酒，说“生共此乐，死共此哀。”奄息三人允诺，秦穆公死，三人从死。不是被迫殉葬，而是履行诺言。據考，三人應為秦國大夫，但後來這一姓已相當少見了。

## 延伸阅读
[在维基数据编辑]
 《百家姓》
 《欽定古今圖書集成·明倫彙編·氏族典·子車姓部》，出自陈梦雷《古今圖書集成》